# Fischland-Darß-Zingst
Fischland-Darß-Zingst (parfois orthographiée Fischland-Darss-Zingst en français) est le nom d'une péninsule qui se situe sur le tronçon de la côte Baltique entre Rostock et Stralsund dans le Nord de l’Allemagne. Ce cordon littoral d’une longueur de 45 km sépare une série de lagons (en allemand : Bodden) de la haute mer s'étendant de Ribnitz-Damgarten à l'Ouest jusqu'à Barth au Sud et au point de Pramort à l’Est. La partie orientale appartient au parc national du lagon de Poméranie occidentale.
À l'origine, il s'agissait d’un chapelet d’îles indépendantes que le sable, transporté par les courants de la mer Baltique et différentes tempêtes, a réunies. Les paysages y sont très divers : plages, steppes, parc naturel, etc. La péninsule comprend les territoires des communes de Wustrow et d'Ahrenshoop sur le Fischland, de Born, de Wieck et de Prerow sur le Darss, ainsi que Zingst à l'extrême Est. La limite entre Ahrenshoop et Born 
correspond à la frontière historique du Mecklembourg avec la région de Poméranie (la Poméranie occidentale). Le phare de Darßer Ort se trouve à la pointe la plus au nord de la péninsule.

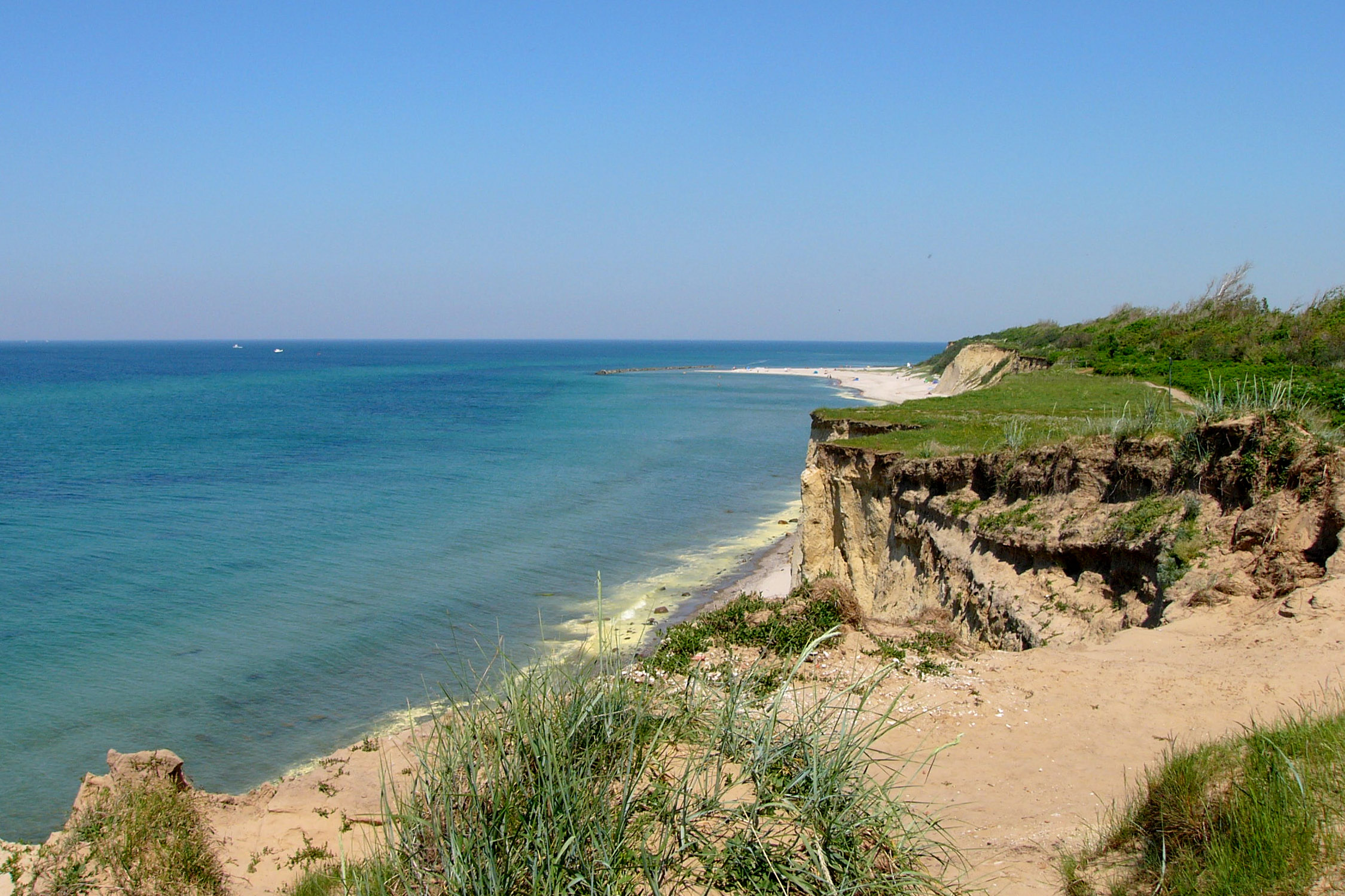
La plage dite Darsser Weststrand à Ahrenshoop.
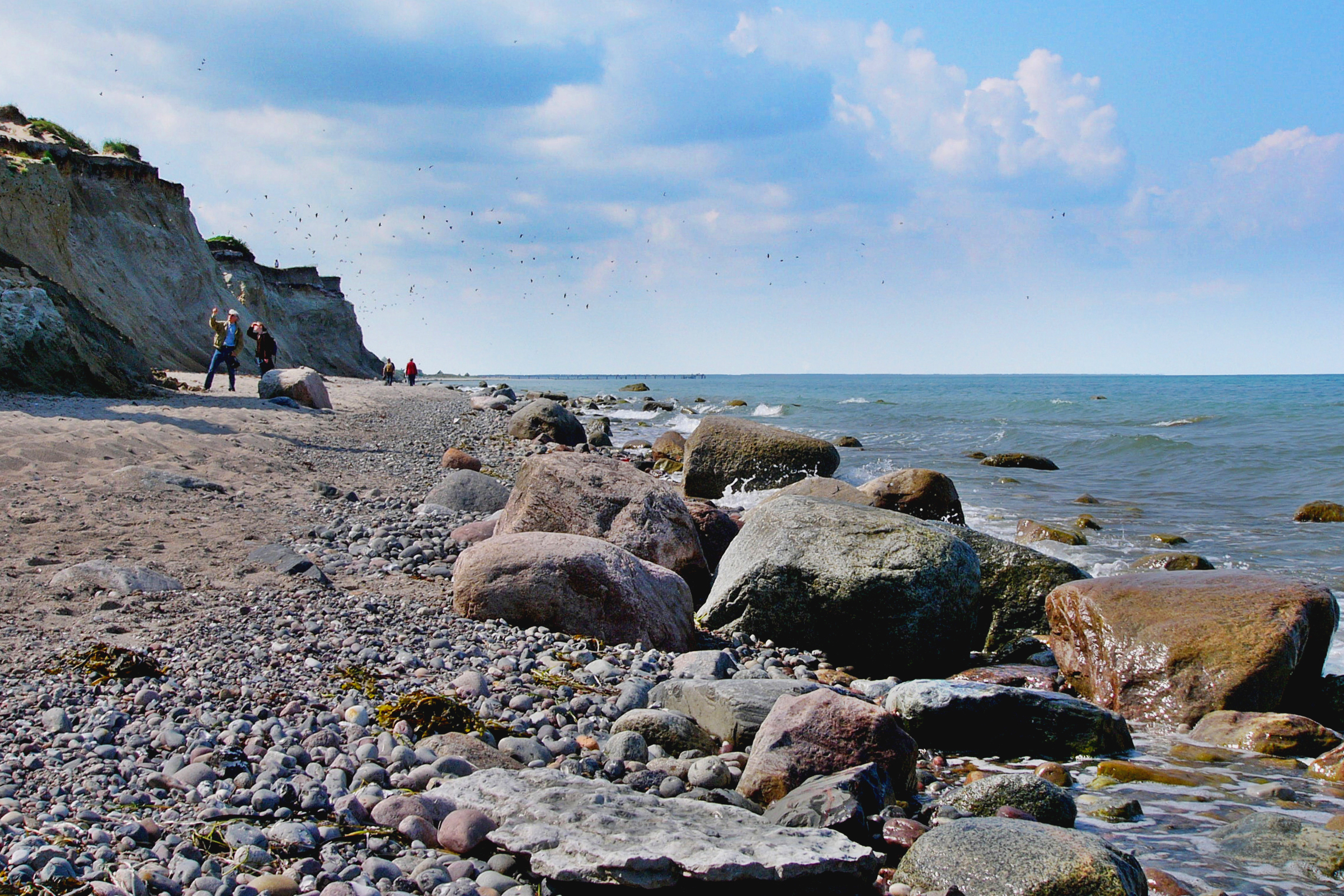
Les falaises du Fischland dans les environs d'Ahrenshoop.

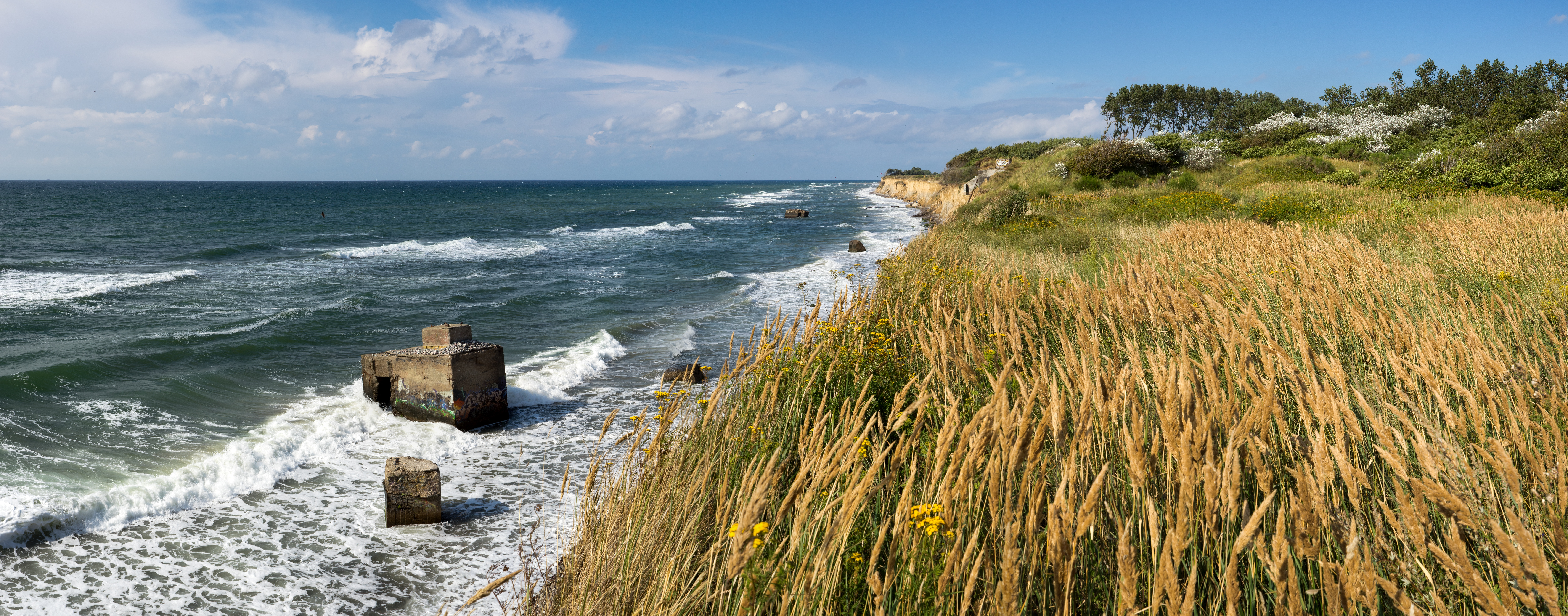
La cote de Fischland-Darß-Zingst, entre les communes de Ahrenshoop et de Wustrow (Fischland). Aout 2021.

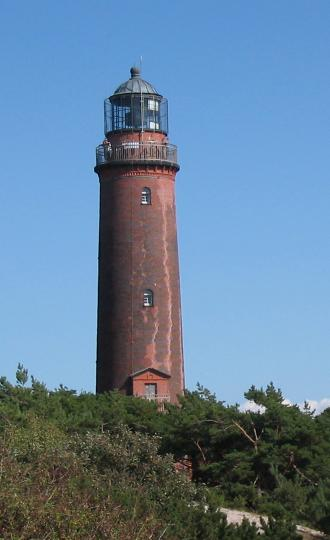
Le phare de Darßer Ort.
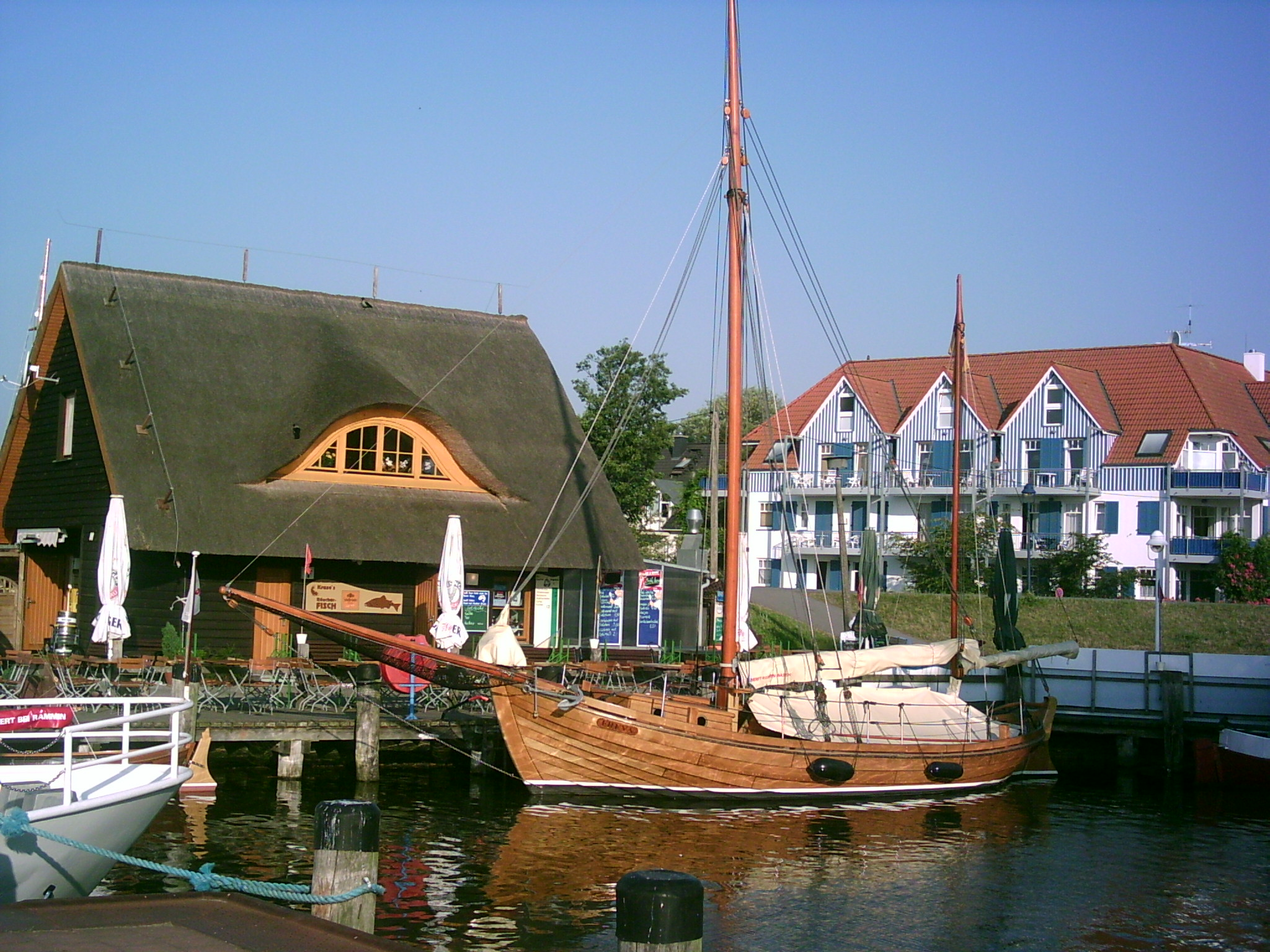
Le port de Zingst.